# Fosilă

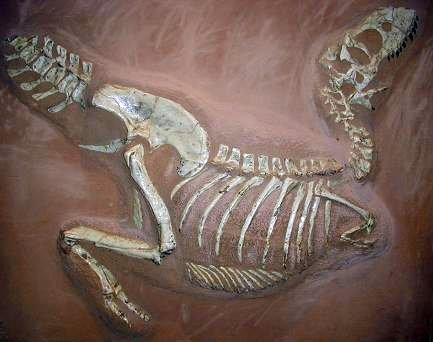

Fosilă (din latină: fossilis, „dezgropat“; numit în germană și Petrefakt) este un termen utilizat pentru resturile sau urmele biologice ce au vârsta de peste 10.000 de ani în straturile Pământului. Această perioadă de timp corespunde perioadelor geologice de la începutul holocenului, iar în paleontologie pleistocen / holocen, urmele, sau resturile biologice ce provin după această perioadă sunt numite urme recente sau actuale. Unele fosile constituie resurse energetice deosebit de importante în formă de petrol, gaze naturale, sau din plante carbonizate în condiții speciale s-au format cărbunii. Prin anumite condiții de mediu se pot conserva parțial sau total corpurile animalelor sau plantelor preistorice, în unele cazuri se pot găsi excremente pietrificate, acestea fiind numite coprolite.
Fosila se mai poate defini și ca un organism sau rest dintr-un organism vegetal sau animal conservat in depozitele sedimentare din trecutul geologic al Pământului.

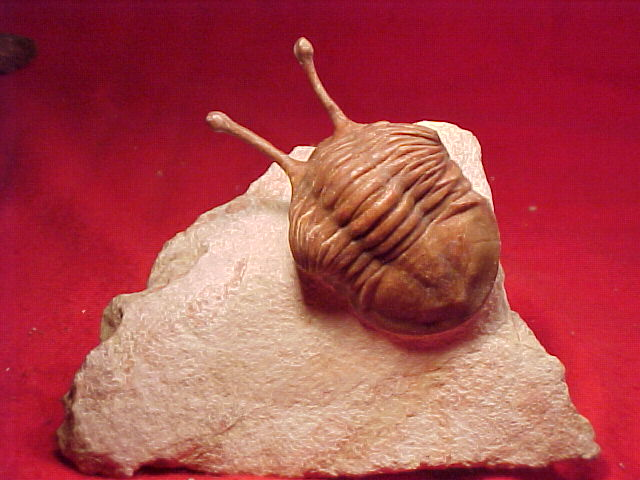
Trilobitul permineralizat Asaphus kowalewskii

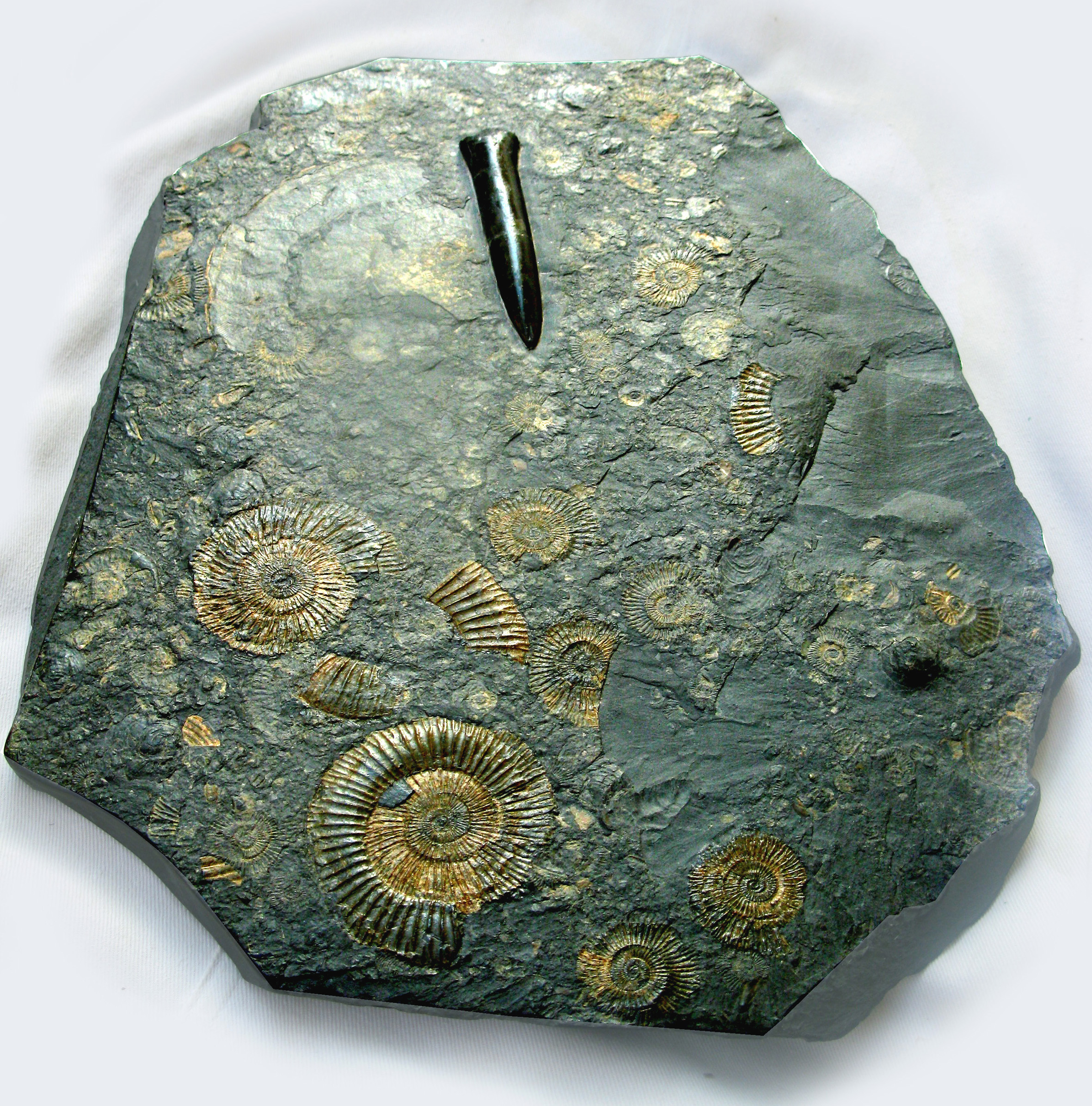
Amonite (Dactylioceras sp.) și Belemnite, în calcar negru de la Holzmaden (sud-vestul Germaniei).

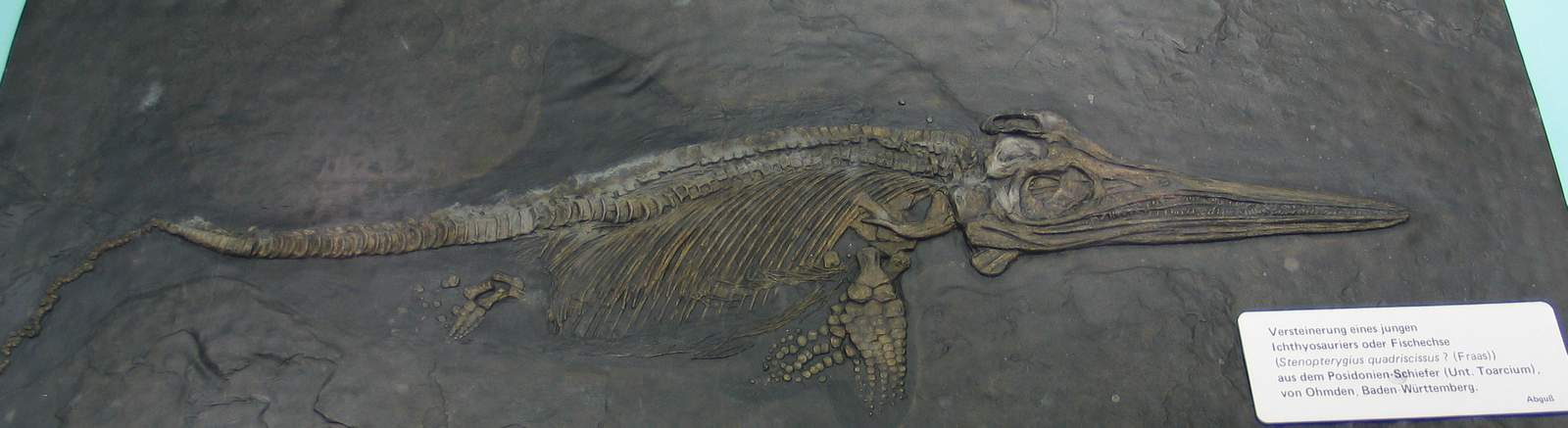
Fosila unui Ihtiozaur de la Holzmaden (sud-vestul Germaniei)

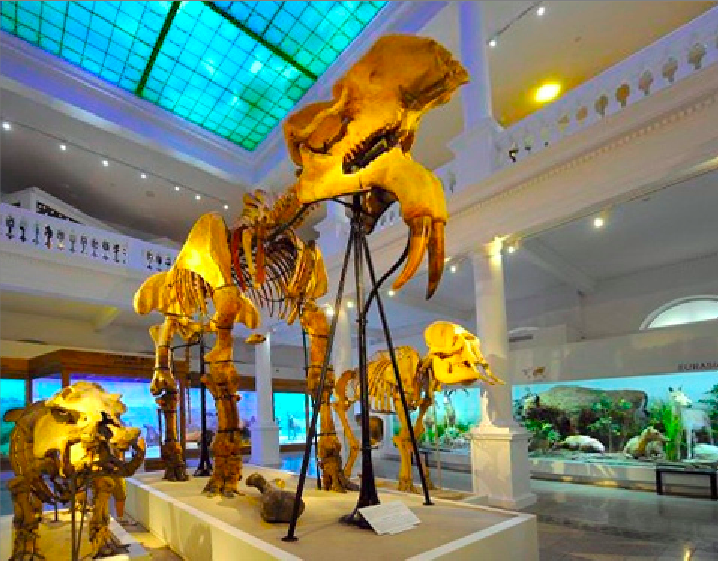
Dinoteriul fosil de la Muzeul Antipa.

## Bijuterii fosile
Chihlimbarul e rășina fosilizată a unor conifere de mult dispărute. Majoritatea chihlimbarelor au circa 70 de milioane de ani vechime și au fost la mare căutare în secolul XIX. Câteodată, în rășină erau prinse mici insecte, care s-au păstrat astfel foarte bine. Lemnul negru fosilizat, cunoscut drept gagat, a fost foarte popular în epoca victoriană, când era cioplit, șlefuit sau tăiat, fiind folosit mai ales pentru bijuterii de doliu.

## Tipuri de fosile
Cele mai cunoscute fosile provin de la creaturi care au avut in organism părți dure - oase sau cochilii.
| Nume           | Formă                                                | Comentarii |
| -------------- | ---------------------------------------------------- | --- |
| Stromatolitele | Bacterii coloniale                                   | Structuri stratificate de sedimente în care s-au păstrat colonii de bacterii. Circa 3 500 milioane ani vechime    |
| Amoniții       | Moluște cu cochilii răsucite                         | Asemănătoare ca aspect cu modernul Nautilus. Bune fosile index. Dispariție bruscă în masă acum 65 milioane de ani |
| Brahiopodele   | Crustacee bivalve                                    | Una din cele mai comune forme de viață, numite și crustacee lampă, pentru că seamănă cu lămpile romane cu ulei    |
| Trilobiții     | Artropod marin                                       | Numeroase - în creștere, își lepădau regulat exoscheletele care s-au fosilizat adesea.                            |
| Belemniții     | Moluște marine cu cochilie lungă, conică și ascuțită | Înrudite cu sepia, caracatița și calamarul modern; se credea odată că sunt rămășițele unui trăsnet din rai.       |
| Crinoidele     | Echinoderme, crini de mare                           | Există încă 700 de specii cunoscute.                                                                              |

## Fosile vii
Termenul de "fosile vii" a fost introdus de Charles Darwin. În această categorie sunt cuprinse acele organisme animale sau vegetale ale căror corpuri, de-a-lungul unor foarte lungi perioade geologice, nu s-au schimbat sau s-au schimbat nesemnificativ. Cauza acestui fenomen constă în persistența îndelungată a biosferei în care au trăit, în lipsa concurenței, respectiv a dușmanilor biologici, și în izolarea lor geografică. Odinioară larg răspândite, populează astăzi numai regiuni restrânse. Unele specii, considerate demult dispărute, au fost redescoperite în ultimele decenii.
Exemple:
Floră:
- Feriga arborescentă (Cyatheales)
- Arborele pagodelor (Ginkgo biloba)
- Coada-calului (Equisetum)
- Cathaya argyrophylla, o specie de copac veșnic verde, din familia Pinaceae
- Welwitschia mirabilis
- Wollemie
- Metasequoia glyptostroboides, conifer rar din familia Sequoia, cu frunze căzătoare

Faună:
- Brahiopodele
- Peștele cu plămâni
- Tuatara (Sphenodon punctatus)
- Bichirul ornat (Polypterus ornatipinnis), pește osos primitiv
- Broasca purpurie (Nasikabatrachus sahyadrensis)
- Neopilina galatheae, moluscă primitivă
- Nautilidae

## Interpretarea greșită a fosilelor
Înainte ca geologii să declare că Pământul avea milioane, și nu mii de ani vechime, au fost emise diferite explicații pentru fosile. 
- Vechii greci credeau că craniile elefanților preistorici erau rămășițele ciclopilor, pentru că gaura din care ar fi ieșit trompa seamănă cu scobitura unui ochi de uriaș.
- Reptilele marine, ca ihtiozaurii, "dovedeau" existența "dragonilor marini". Ihtiozaurii mâncau belemite despre ale căror cochilii interne, în formă de glonț, se credeau că sunt trăsnete trimise din cer.
- În secolul XVIII, Johann Scheuchzer gândea că fosilele sunt dovada potopului biblic. El a interpretat fosila unei salamandre uriașe drept un om care se înecase.

## Omul de Piltdown
În 1910, geologul Charles Dawson a descoperit la Piltdown Common, în Sussex, Anglia, fragmente de craniu, maxilar și dinți asemănători cu a unei maimuțe. 2 ani mai târziu, curatorul apartamentului de paleontologie al British Museum, Arthur Smith Woodward, a pretins că fragmentele reprezentau veriga lipsă în evoluția de la maimuță la om. Abia în 1954 testele au dovedit că era un fals. Craniul avea doar 600 ani, iar maxilarul și dinții aparțineau unui urangutan.

## Urme de viață
Fosilele care nu sunt rămășițe de plante sau animale, dar care duc dovezi despre organismele preistorice se numesc urme fosile și includ: 
- Urme și amprente de labe lăsate de animale în sedimente, transformate apoi în roci.
- Tunele făcute de creaturi care săpau în sedimente, roci sau lemn care, apoi, s-au solidificat ori s-au umplut cu minerale.
- Fecale fosilizate și pietre din stomacul dinozaurilor.

## Termeni
Prima oară denumirea de fosilă a utilizat-o cercetătorul german Georgius Agricola în anul 1546 în tratatul său De natura fossilium , denumiri sinonime fiind Petrefakt și Pietrificări, nefiind clar diferențiat acest termen de minerale artefakte considerate frecvent concrețiuni de minerale fără a face legătura cu originea lor biologică.
Primul face această diferențiere și arată originea biologică (viețuitoare) a fosilelor este călugărul Nicolaus Steno și combate teoria de jocuri ale naturii.
 Știința care se ocupă cu studiul fosilelor este paleontologia.
Unele forme de Amonit din grupa nautiloidelor sunt considerate ca forme aberante în încercarea de clasificare a fosilelor în:
1. Fosile la care s-a păstrat corpul viețuitoarelor preistorice (numai scheletul sau și părțile moi)
2. Fosile pietrificate care iau naștere prin impregnarea minerală ulterioară a corpului organismului
3. Fosile urme, sunt de fapt amprente rămase de la organismele vii, ca urma piciorului, resturi corporale, de hrană, excremente, ouă, sau cuib.

- După mărimea lor pot fi macrofosile (pot fi văzute cu ochiul liber), microfosile (văzute numai la microscop) și nanofosile (detectabile numai sub un microscop electronic).

## Formare
Disciplina care se ocupă cu recunoașterea și cu modul și fazele de formare a fosilelor se numește Tafonomie.
Existența fosilelor a folosit la documentarea teoriei evoluționiste din biologie, ajutând în studiul speciilor dispărute ca: trilobiții, amoniții, feriga uriașă (cu semințe), sau dinozaurii, care mult timp au fost considerați ca jocuri ale naturii.

## Galerie de imagini

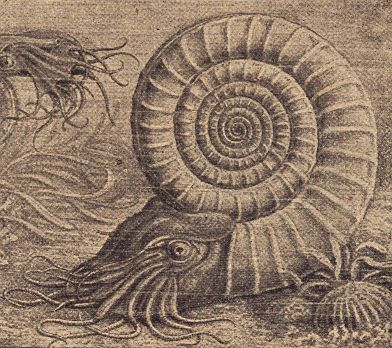
Amonit viu, desen istoric
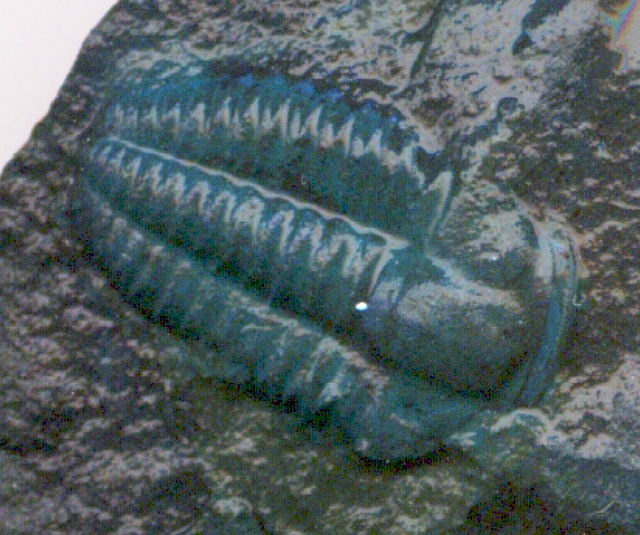
Trilobit, cu o lungime de 1,5 cm
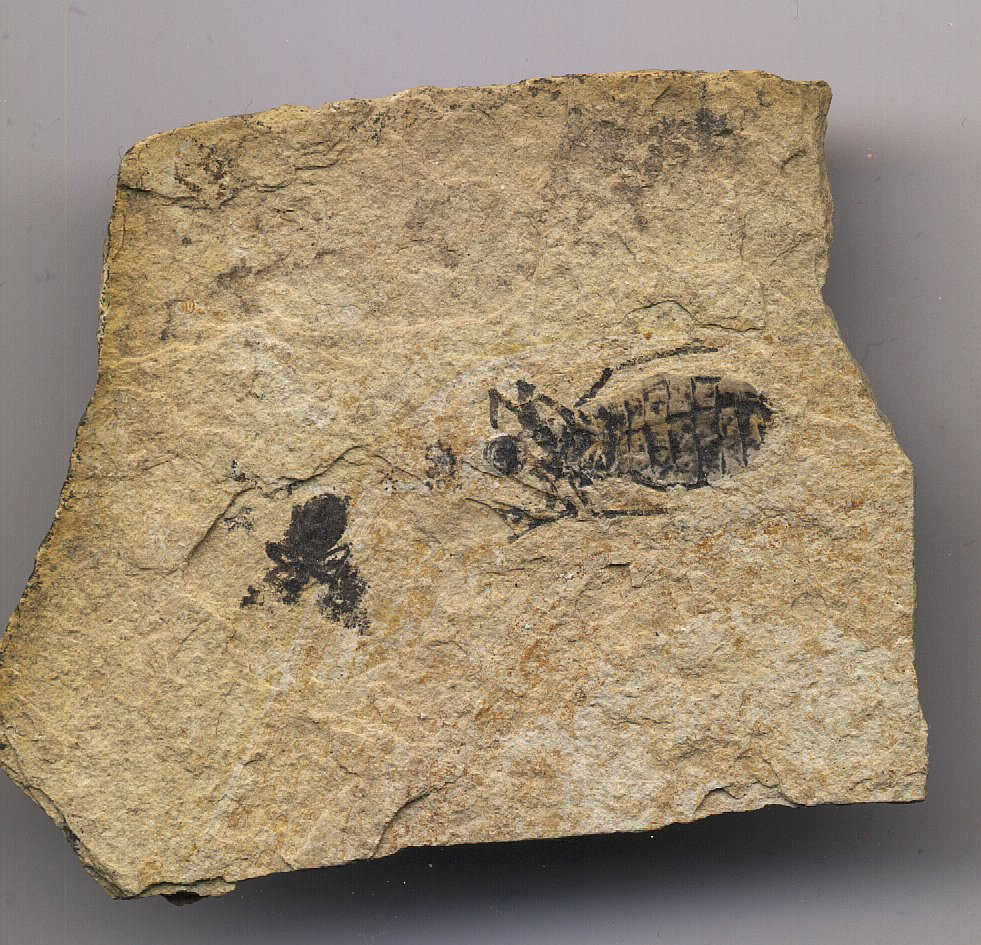
Scheletul extern fosilizirt a două insecte. În dreapta o larvă de libelulă. Se pot distinge clar cele 6 picioare. Lungimea mulajului e de 5 cm.
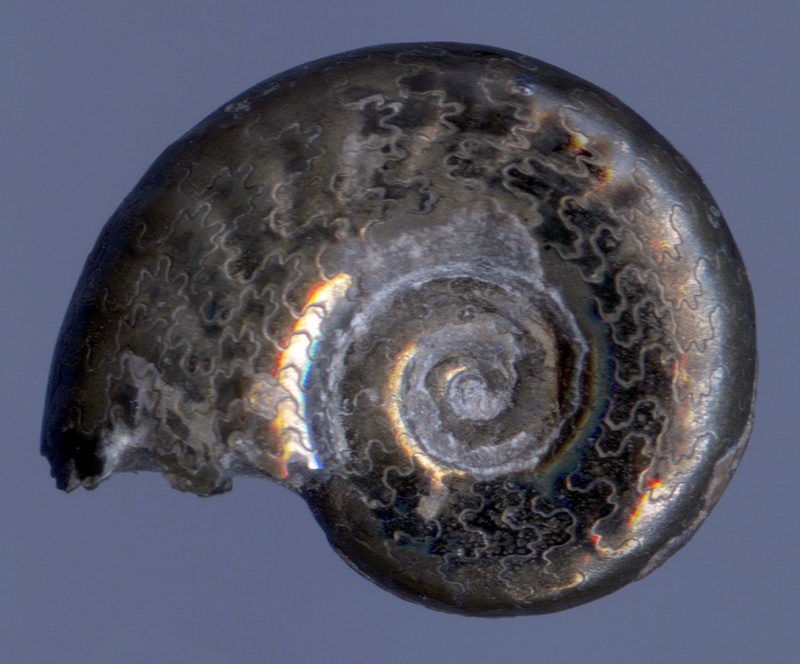
Cochilia amonitului este înlocuită prin mineralizare (impregnare) cu pirită. Lățime: 11 mm.